# ねがぽじ 〜お兄ちゃんと呼ばないでっ!!〜
『ねがぽじ 〜お兄ちゃんと呼ばないでっ!!〜』（ねがぽじ おにいちゃんとよばないでっ）は、2001年4月6日にActiveより発売されたアダルトゲームである。
DVD-PG版は日本ビデオ倫理協会の審査基準の関係で一部ルートが削除されている。

## ストーリー
広場まひる（主人公）は、男女共学の瑞樹学園に通う女の子。しかし、ある日更衣室で着替えている時、親友の桜庭香澄にひょんな事からパンツを脱がされてしまう。その結果、局部を見た香澄にまひるが男性であると断言された。その後二ヶ月間検査入院を余儀なくされたまひるは、やっと自分の学園へと戻る事が出来たのだった。ただし、男の子として。

## 登場人物
声優名は非公開。
広場 まひる（ひろば まひる）
当ゲームの主人公。いつも明るく笑顔である。放送部所属。男だと判明した以降は、小鈴に対して野太い声で「はうでぃ〜」と言ってみせては驚かせている。
広場 ひなた（ひろば ひなた）
まひるの妹。性格は生意気で、時にはまひるに姉のように接する。
桜庭 香澄（さくらば かすみ）
まひるの親友で、中学校時代からの知り合いである。桜庭財閥のご令嬢で、文武両道・才色兼備だが、そういう素振りをあまり見せない。部活動はしていない。
遠場 透（おちば とおる）
まひるのクラスメートで、悪友である。線のような細い目つきでいつも無表情なため、何を考えているのかよく分からない。まひるには密かに恋愛感情を持っていたようだが、男性と判明してからは心境が複雑そうである。
夕凪 美奈萌（ゆうなぎ みなも）
まひるの所属する放送部の部長で仲間。
蛍坂 小鈴（ほたるざか こすず）
放送部の後輩。気が小さく男性が苦手なため、まひるが男性だと判明してから気軽に話しかけられなくなっている。

## 用語説明
瑞樹学園
まひる達が通う学園。特徴としては、男女共学、廊下の幅が広い、屋上への出入り自由、昼休みと放課後に放送部による放送がある。
穂積駅
東海道本線に同名の穂積駅があるが、モデルなのか、単に同名なのかは不明。まひるの部屋の最寄駅であり、ここを拠点にしてプエルタや瑞樹学園に通学している。近くに公園がある。

## スタッフ
- プロデューサー：ぽち屋
- シナリオ：枕流
- シナリオプログラム：枕流、あんぽん
- 原画：風上旬
- グラフィック：のぶちゃん、あだます、たにチュウ、羽津樹
- 背景：杜森
- 広報：ちえぼん
- 音楽/効果音：ヌーボ
- 音声編集：伊藤康夫
- Special Thanks：聖少女、Boa_UP
- 声優協力：マウスプロモーション
- 収録：セントラル録音株式会社

## ねがぽじファンディスク〜ひとつ屋根の下で〜
『ねがぽじファンディスク〜ひとつ屋根の下で〜』は、2002年1月25日に発売されたアダルトゲーム。『ねがぽじ 〜お兄ちゃんと呼ばないでっ!!〜』のファンディスクである。
同作には「ねがぽじ」本編のデータ集や、キャラクター座談会、原画やアイコンなどを集めたデータのほか、ミニシナリオ3本（「ひとつ屋根の下で」「やり方を教えて」 「too late」）および「ねがぽじ雀」が収録されている。
このうち、「too late」は、本編に無かった透ルートである。

### スタッフ
- プロデューサー：ぽち屋
- 原画：風上旬[1]
- シナリオ：枕流
- プログラム：あんぽん
- 音楽/効果音：ヌーボ
- 音声編集：伊藤康夫
- CG：まるよし、はだます、たにチュウ、羽津樹
- 背景：杜森
- 声優協力：マウスプロモーション
- 収録：セントラル録音株式会社

## 評価
本作のレビューはアダルトゲーム誌『BugBug』の「イチオシ!BUG'Sレビュー」のコーナーにて掲載された。
レビュアーは、本作の可愛らしいグラフィックとコミカルな雰囲気から、本作を単なる性転換ドタバタコメディと感じる人も多いかもしれないとしつつも、メインストーリーは結構シリアスで、これからの人生のあり様を深く考えさせられる述べた。
そのうえで、レビュアーは主人公・まひるの優しさやひたむきさは、暗い過去を乗り越えて得た本物の強さだとし、その彼に対してこそ人を超えた存在に変貌しても捧げる思いが目減りしないのだろうと深く納得させられた述べ、物語の中で男性としてのまひるを受け入れた透のように偏見なんてどうでもよく思いっきり彼女に萌えてみて欲しいと賞賛した。
さらに、レビュアーは真のヒロインはまひる以外にあり得ないとし、他の女性キャラからの視点からまひるへの想いの描写は、彼を攻略しているように錯覚するほどだとしている。
IGNの歐陽宇亮もまひるに対して同様の評価をしており、女性である自分が初めて本気で守りたいと思ったキャラクターかもしれないと述べている。

## 書籍
- 「ねがぽじ〜お兄ちゃんとよばないでっ!!〜公式設定資料集」（2001年 スタジオDNA ISBN 4921066981）